# Кастельпіццуто
Кастельпіццуто (італ. Castelpizzuto) — муніципалітет в Італії, у регіоні Молізе,  провінція Ізернія.
Кастельпіццуто розташоване на відстані близько 160 км на схід від Рима, 31 км на захід від Кампобассо, 11 км на південний схід від Ізернії.
Населення — 158 осіб (2014).

## Демографія
Населення за роками:

Станом на 1 січня 2023 року в муніципалітеті іноземці офіційно не проживали.

## Сусідні муніципалітети
- Кастельпетрозо
- Лонгано
- Петторанелло-дель-Молізе
- Роккамандольфі
- Санта-Марія-дель-Молізе